# Назаренко, Татьяна Григорьевна
Татья́на Григо́рьевна Назаре́нко (род. 24 июня 1944, Москва) — советский и российский живописец, педагог, профессор.
Академик РАХ (2001; член-корреспондент 1997). Народный художник РФ (2014). Лауреат Государственной премии РФ (1993). Член СХ СССР с 1969 года.

## Биография
Родилась 24 июня 1944 года в Москве.
В 1955—1962 годах училась в Московской средней художественной школе (МСХШ) при Московском государственном художественном институте (МГХИ) имени В. И. Сурикова.
В 1962—1968 годах обучалась в МГХИ имени В. И. Сурикова, в мастерских у профессоров А. М. Грицая и Д. Д. Жилинского.
В 1969 году принята в Союз художников СССР.
В 1969—1972 годах работала в мастерской Академии художеств СССР под руководством Г. М. Коржева
В 1972 году звание лауреата премии Московского комсомола за картину «Казнь народовольцев».
В 1976 году первая премия на Международной выставке в Софии (Болгария).
В 1978 году творческая поездка в Международную школу искусств, Восс (Норвегия).
В 1987 году серебряная медаль Академии художеств СССР.
В 1987 году первая персональная выставка в Киеве, Одессе, Львове.
В 1987 году первая персональная выставка за рубежом, Леверкузен (ФРГ).
В 1988 году поездка на выставку «Русское искусство» по приглашению Питера Людвига в Кельне.
В 1988 году участие в аукционе Сотбис в Москве.
В 1989 году первая персональная выставка в Москве в Центральном доме художника (ЦДХ).
В 1989 году первая творческая поездка в Нью-Йорк.
В 1993 году лауреат Государственной премии Российской Федерации за выставку «Татьянин день» в ГТГ.
В 1998 году избрана член-корреспондентом Российской академии художеств, а в 2001 — действительным членом (академиком). С 2001 года член президиума РАХ.
В 1999—2016 годах профессор, руководитель мастерской в Московском Государственном Академическом Художественном Институте им. В. И. Сурикова.
В 1999 году лауреат премии Правительства Москвы.
В 2003 году заслуженный художник Российской Федерации.
В 2004 году награждена Почетной золотой медалью Российской академии художеств.
В 2008 году лауреат Независимой премии «ТРИУМФ».
В 2014 году Народный художник Российской Федерации.
11 марта 2014 года подписала обращение деятелей культуры Российской Федерации в поддержку политики президента РФ В. В. Путина на Украине и в Крыму.
Не замужем. Разведена в 2021 году. Сыновья Николай и Александр.
Живёт и работает в Москве. Создала две серии картин в жанре фигур-обманок.

## Творчество
После окончания Татьяной Назареко МГХИ имени В. И. Сурикова, появилась новая задача: поступить в Союз художников, устроить мастерскую. В это же время поступали заказы из «Комбината».
«…оно давало нам заказы на сказочных героев для детских садов, на бесконечных Лениных с бревном для Домов культуры… Нарисуешь — и заработанных денег хватает на то, чтобы потом полгода работать для себя. Мы никогда не думали, что работы, которые мы делали по вдохновению, надо продавать и на это жить».
Первая выставка состоялась в 1966 году. В 1969 году прошла выставка на Кузнецком мосту, которая была закрыта из-за несовпадения со взглядами официальной идеологии. Данную выставку даже не успели открыть: 
…повесили картины, партбюро прошло, прошли все инстанции, председатель МОСХа прошел и проверил все, чтобы было как надо и прочее, а потом написано: «Выставка закрыта по техническим причинам».
Инсталляция «Переход», экспонирующаяся первый раз в ЦДХ в 1995—1996 годах, имела большой успех и позднее выставлялась в Германии, Америке, Австрии. Первая инсталляция состояла из 120 объектов, вырезанных из фанеры, раскрашенных и по размеру соотносимых с человеческим ростом. Данные фигуры, по замыслу, воссоздают обитателей московского перехода 90-х годов. Также в задачу входило показать действительность и время, окружавшее Татьяну Назаренко.

На персональной выставке «Диалог со временем» проходившей с 19 апреля 2019 года в Российской академии художеств, было представлено более 40 живописных произведений, тридцати графических листов, инсталляция и несколько арт-объектов, выполненных автором с 90-х годов по настоящее время. Среди них такие картины, как «Мастерская на Масловке», «Памятник истории», «Саломея», «Лот и дочери», «Игра», «Венецианский карнавал», «Любовники в синей спальне», работы из знаменитой серии «Семейный альбом» и графической серии «Люди звери». Выставленные произведения создают «панораму» работ, созданных за последние тридцать лет. «Выставочный проект „Диалог со временем“ осваивает иной взгляд на проблематику времени в творчестве Татьяны Назаренко.
„Татьяна Назаренко устанавливает диалог не с самим временем, но с его политическими, практикуемыми возможностями. Художник уточняет сцены жизни и воспринимает её в категориях целостной исторической среды, выраженной в опыте различных культур, имеющих особые способы воспроизводства времени. Три измерения — прошлое, настоящее и будущее — связываются друг с другом в рамках динамичного и оригинального единства исторического взгляда“. 
В 2012 году состоялась выставка „Русские амазонки“ в галерее Alexandre Gertsman Contemporary Art, в Нью-Йорке. Среди участников — как признанные художники Наталья Нестерова, Татьяна Назаренко, Римма Герловина, Мария Эльконина, так и представительницы нового поколения, живущие в России и США. Татьяна Назаренко привезла на выставку инсталляцию из крашеных „обманок“ из фанеры, посвященную времени перестройки. 
«…Обманки-фигуры из фанеры ‒ бомжи, нищие, инвалиды. Публику московских подземных переходов художница вывела наверх. Показала жизнь такой, какая она есть на самом деле. Художница вспоминает: «Слепые, которых я увидела в переходе на площади Дзержинского. Там было общество слепых, и вроде они веселые сидят с большими балалайками. Но они слепые, они не видят. Их много, когда их много ‒ жуткое зрелище».
После этой выставки критики назвали её абсурдным реалистом.

Тема города и город, как герой произведений, наиболее часто появляются в творчестве Т. Назаренко. По воспоминаниям художницы, среда с детства содействовала любви к данной тематике.
«Я всегда любила Москву. Вернее, я любила старую Москву, я выросла в центре Москвы, на Плющихе. Передо мной всегда были красивые здания. Я выросла в доме начала XX века, где были роскошные витражи, где были львиные головы, которые держали цепи, кессонные потолки, две черные лестницы и парадная, в одной из квартир был фонтан. То есть я жила в таком доме, где трудно было не стать художником, потому что это все настраивало на то, чтобы восхищаться, мечтать».
О подходе к своему творчеству Татьяна Назаренко говорит следующее:
«Просто писала то, что видела вокруг…И если я писала алкоголиков, стоящих со стаканами, то они действительно стояли. Не видела ничего зазорного в том, что их изображаю. И никаких глубоких подтекстов».

## Музеи
Татьяна Назаренко входит в число самых известных художников современной России. Её картины находятся в крупнейших музеях и художественных галереях мира. Работы Т. Назаренко выставляются в Третьяковской Галерее, Русском музее и других музеях России. Также они представлены во многих зарубежных крупных музеях, например, в Вашингтоне, в Будапеште, в Пекине, в Софии, в Берлине, в Аахене.

## Выставки
- 1975 г. — групповая выставка совместно с О. Лошаковым, О. Вуколовым, И. Орловым, В. Рожневым. Москва
- 1976 г. — Международная выставка в Софии (Болгария) (получила первую премию)
- 1982 г. — выставка «Русское искусство сегодня» в галерее Levy, Гамбург
- 1987 г. — персональные выставки в Киеве, Одессе, Львове
- 1987 г. — «Татьяна Назаренко». Музей русского и западного искусства, Одесса, Украина.
- 1987 г. — «Татьяна Назаренко». Музей русского искусства, Киев, Украина.
- 1987 г. — персональная выставка в г. Леверкузен (ФРГ)
- 1988 г. — «Татьяна Назаренко». Олденбургский Государственный театр, Германия.
- 1988 г. — «Татьяна Назаренко». Бременская ратуша, Германия.
- 1989 г. — персональная выставка. Москва. ЦДХ
- 1989 г. — «Татьяна Назаренко». Центральный Дом Художника, Москва.
- 1990 г. — «Татьяна Назаренко». «SoHo Gallery», Бостон, США.
- 1992 г. — Совместно с Натальей Нестеровой. Fernando Duran Gallery, Мадрид, Испания.
- 1993 г. — «Татьяна Назаренко». «Gregory Gallery», Вашингтон, США.
- 1993 г. — персональная выставка «Татьянин день». Москва
- 1994 г. — «Татьянин день». «Русская галерея», Таллин, Эстония.
- 1995 г. — «Татьяна Назаренко». «Gregory Gallery», Нью-Йорк, США.
- 1995 г. — «Татьяна Назаренко». Галерея «Студия», Москва.
- 1996 г. — «Переход». ЦДХ Москва.
- 1996 г. — «Переход». «Henn Gallery», Кёльн, Германия.
- 1996 г. — «Переход». U-Bahn-Station Haus der Geschichte, Кельн, Германия.
- 1996 г. — «Люди — Звери», выставка литографий. Галерея «Московская палитра», Москва.
- 1997 г. — «Переход». Lehman College Art Gallery, Нью-Йорк, США.
- 1997 г. — «Московский стол». Галерея Марата Гельмана, Москва.
- 1997 г. — «Мой Париж». Музей истории города Обнинска.
- 1997 г. — «Переход». U-Bahn-Station Appelhofplatz, Бонн, Германия.
- 1998 г. — «Переход». Национальный музей «Женщины в искусстве», Вашингтон, США.
- 1998 г. — «Маврикий — рай для миллионеров». Центральный выставочный зал «Манеж», Москва.
- 1999 г. — «Переход». Дворец Финляндии, Хельсинки.
- 1999 г. — «Переход: Москва середины 90-х гг.». Музей истории Москвы.
- 1999 г. — «Переход». Московская городская Дума.
- 1999 г. — «Памятник». Центральный выставочный зал «Манеж», Москва.
- 2001 г. — «Другая жизнь». Фотогалерея «Феникс», Москва.
- 2001 г. — «Конец тысячелетия — гибель империи». Государственный музейно-выставочный центр «РОСИЗО», Москва.
- 2002 г. — «Восточные мотивы». Музей Востока, Москва.
- 2002 г. — «Татьянин день». Галерея «ART-21», Москва.
- 2002 г. — «Татьяна Назаренко». Музей Fondo del Sol, Вашингтон, США.
- 2002 г. — «Моя Россия». Центр искусств Patricia O’Donnel Ewers, Pace University, Нью-Йорк, США.
- 2003 г. — персональная выставка «Т. Назаренко. Живопись, инсталляции», «ВЦ Галерея», Ижевск
- 2004 г. — «Фрагменты». Государственная Третьяковская галерея, Москва.
- 2006 г. — «Исчезающая реальность». Государственный Русский музей, Санкт-Петербург.
- 2007 г. — «Праздники». Галерея «Волга», Москва.
- 2007 г. — «Путешествие на Восток». Галерея «Квадрат», Санкт-Петербург.
- 2008 г. — «Один день лета». Галерея «Айдан», Винзавод, Москва.
- 2008 г. — «Исчезающая реальность». Волгоградская областная художественная галерея.
- 2009 г. — «Рождество». Государственный музей-усадьба «Архангельское».
- 2011 г. — «Фамильный альбом ретроспектива». Киевский национальный музей русского искусства, Киев.
- 2011 г. — «Фамильный альбом графика». Одесский литературный музей, Одесса.
- 2011 г. — «Татьяна Назаренко». Рязанский Государственный областной музей им. И. П. Пожалостина Рязань.
- 2011 г. — «Татьяна Назаренко ретроспектива». Вятский художественный музей имени В.М. и А. М. Васнецовых, Киров.
- 2011 г. — «Фамильный альбом». Галерея Герцмана, Нью-Йорк, США.
- 2012 г. — выставка «Русские амазонки», галерея Alexandre Gertsman Contemporary Art, Нью-Йорк
- 2012 г. — персональная выставка «Коллекция человеческих историй». Галерея Вересов, Москва
- 2012 г. — персональная выставка «Графика Татьяны Назаренко», Открытый клуб, Москва
- 2012 г. — «Фамильный альбом». «KGallery», Санкт-Петербург.
- 2012 г. — «Фамильный альбом». Галерея «Квадрат», Санкт-Петербург.
- 2013 г. — «Он и Она». Государственная художественная промышленная академия им. А. А. Штиглица Санкт-Петербург.
- 2014—2015 гг. — персональная выставка «Party». ЮВС арт-галерея, Москва
- 2014 г. — «Между двух культур». Вятский художественный музей имени В.М. и А. М. Васнецовых, Киров.
- 2014 г. — «Фамильный Альбом». Государственный музей-усадьба «Архангельское».
- 2015 г. — «Жизнь или… Два панка и один бомж». Государственный Костромской Музей.
- 2016 г. — «Татьяна Назаренко». Плесский Государственный Музей пейзажа.
- 2016 г. — «Татьянин День». Галерея «АРКА», Москва.
- 2018 г. — «Пространство времени». Воронежский областной художественный музей им И. Н. Крамского.
- 2018 г. — «Путешествие на Восток». Галерея «АРКА», Москва.
- 2019 г. — персональная выставка «Жизнь как метафора», Музей искусства Санкт-Петербурга
- 2019 г. — персональная выставка «Диалог со временем», Российская академия художеств, Москва
- 2019 г. — «Библейские сюжеты». Тульский музей изобразительных искусств.
- 2020 г. — персональная выставка «Татьяна Назаренко. Будущее в прошлом», Московский музей современного искусства (MMOMA), Москва
- 2021 г. — «Татьяна Назаренко». Ярославский художественный музей.
- 2021 г. — «Пространство памяти». Плёсский историко-архитектурный и художественный музей.
- 2022 г. — «La Belle Époque», Тверской императорский дворец . Тверская областная картинная галерея.
- 2023 г. — «Мифология бытописания и типология образов Татьяны Назаренко». Всероссийский музей декоративного искусства и East Meets West Gallery.
- 2023 г. — «Истории Татьяны Назаренко». Нижнетагильский музей изобразительных искусств.

## Инсталляции
- 1995—1996 гг. — инсталляция «Переход».

## Награды
- Народный художник Российской Федерации (2014) — за достигнутые трудовые успехи, значительный вклад в социально-экономическое развитие Российской Федерации, реализацию внешнеполитического курса Российской Федерации, заслуги в гуманитарной сфере, укреплении законности и правопорядка, активную общественную деятельность, многолетнюю добросовестную работу'[11][12]
- Заслуженный художник Российской Федерации (2002) — за заслуги в области искусства[13]
- Государственная премия Российской Федерации (1993) — за серию живописных произведений с выставки «Татьянин день»[14].
- Премия Московского комсомола (1972) — за картину «Казнь народовольцев»
- Премия Правительства Москвы (1999)
- Серебряная медаль Академии художеств СССР (1987)